# Яровой, Пётр Павлович
Пётр Па́влович Ярово́й (19 сентября [1 октября] 1917 года — 9 января 1984 года) — участник Великой Отечественной войны, стрелок 929-го стрелкового полка 254-й стрелковой дивизии 52-й армии 2-го Украинского фронта, Герой Советского Союза, красноармеец.

## Биография
Родился 19 сентября (1 октября) 1917 года в селе Валява ныне Городищенского района Черкасской области в семье крестьянина. Украинец. Окончил Городищенский сельскохозяйственный техникум. Работал агрономом в колхозе в селе Витровка Бышевского района Киевской области.
В Красной армии с февраля 1944 года, с этого же времени на фронте. Сражался в составе 1-го и 2-го Украинских фронтов. Был трижды ранен.
5 марта 1944 года 929-й стрелковый полк 254-й стрелковой дивизии 52-й армии 2-го Украинского фронта перешёл в наступление с рубежа населённого пункта Рыжановка и прорвал сильно укреплённую оборону противника на глубину до 20 километров. Преследуя отступающего противника, полк к 8 марта овладел сёлами Иваньки, Полковничье, Краснополка, железнодорожной станцией Поташ и другими населёнными пунктами.
На одном из промежуточных рубежей противнику удалось подтянуть резервы и, заняв оборону, нанести удар по боевым порядкам батальона. Красноармеец Яровой, используя естественные укрытия, пробрался на близкое расстояние к гитлеровцам и открыл прицельный огонь из пулемёта. Нацисты отступили, оставив на поле боя десятки убитых.
В тяжёлых наступательных боях дивизия вышла к Государственной границе с Румынией в районе населённого пункта Скуляны. Обходя гитлеровцев с фланга, полк вырвался вперёд и оказался оторванным от основных сил дивизии. Необходимо было закрепиться на достигнутом рубеже и удержать его до подхода других частей. Противник вёл ураганный огонь по ещё не успевшим окопаться подразделениям полка. Сложилось исключительно тяжёлое положение.
Яровой незаметно пробрался в тыл противника и замаскировался. Когда нацисты развернулись в боевой порядок, он открыл огонь из пулемёта. Одновременно рота атаковала противника во фронт. Атака врага захлебнулась.
Стрелок красноармеец Яровой в бою 29 марта 1944 года за деревню Кырпицы (севернее города Яссы, Румыния) уничтожил несколько солдат противника, из них пять — в рукопашной схватке, двоих взял в плен.
На следующий день при форсировании реки Жижия, одним из первых преодолел реку и вступил в бой с врагами. Гранатами и огнём ручного пулемёта Яровой уничтожил свыше двух десятков солдат и офицеров противника.
31 марта в бою за деревню Стинка первым поднялся в атаку, увлекая за собой бойцов, и захватил в плен четверых гитлеровцев.
Указом Президиума Верховного Совета СССР от 13 сентября 1944 года за мужество, отвагу и героизм, проявленные в борьбе с немецко-нацистскими захватчиками, красноармейцу Яровому Петру Павловичу присвоено звание Героя Советского Союза с вручением ордена Ленина и медали «Золотая Звезда» (№ 3753).
В 1945 году демобилизован. Окончил школу работников сельской промышленности. Работал директором винсовхоза «Дунайский» в Килийском районе Одесской области. Жил в Одессе. Умер 9 января 1984 года.

## Награды
Награждён орденом Ленина, медалями.